# Орлов, Василий Сергеевич (дирижёр)
Васи́лий Серге́евич Орло́в (1857—1907) — русский хоровой дирижёр и педагог; один из инициаторов и организаторов Всероссийского общества хоровых деятелей.

## Биография
Родился 25 января (6 февраля) 1857 года в селе Никольское Московской губернии (Бедняковская волость Московского уезда). Его отец Сергей Афиногенович Орлов — причетник Николаевской церкви села Ржавки. В детстве с отцом и тремя братьями пел на церковных службах.
В возрасте восьми лет был определён в Заиконоспасское духовное училище в Москве, но через год учёбы был вынужден бросить учёбу из-за недостатка средств. Домой он не вернулся и стал зарабатывать на жизнь пением в духовных частных хорах — пел в хорах С. Г. Котова и В. Н. Постникова. В 1869 году пение мальчика услышал В. Н. Зверев — регент Синодального хора — и способствовал его устройству в хор и училище (на казённое содержание). Изучал церковное пение у В. И. Зверева, игру на скрипке у артиста оркестра Большого театра У. Поля и теорию музыки у профессора Московской консерватории Н. Д. Кашкина. Синодальное училище он окончил в 1874 году и как отличный ученик получил право на поступление в духовную семинарию. Однако Московская и Вифанская духовные семинарии отказали ему в приёме из-за превышения допустимого возраста. Благодаря ходатайству синодального начальства зимой 1874 года он был принят в Московскую консерваторию по классу фагота, так как учащиеся в классах духовых инструментов освобождались от платы за обучение. Занятия в классе фагота с 1868 года вёл артист оркестра Большого театра Генрих Карл Эзер (1832—1885), который в Москву приехал по приглашению своего брата, виолончелиста Карла Ф. Эзера. В 1876—1878 годах Орлов занимался в классе гармонии под руководством П. И. Чайковского. В 1880 году окончил консерваторию, получив звание свободного художника. В том же году женился на Е. Н. Лакиер.
После окончания консерватории в течение 27 лет В. С. Орлов вёл педагогическую, музыкально-общественную, просветительскую и дирижёрскую деятельность. В 1880—1897 годах был учителем пения Елизаветинского училища (в 1899 году преобразовано в институт). В 1884—1893 годах работал в училище ордена святой Екатерины. В 1882—1886 годах Орлов — регент духовно-певческой капеллы Русского хорового общества, также руководил хором Московского университета. С 1886 года — регент Синодального хора. С 1901 года — директор Синодального училища; также дирижировал концертами объединенного церковного хора Москвы. В 1886—1899 годах преподавал хоровое пение в Усачёвско-Черняевском училище. Преподавал также в 5-й мужской гимназии (1882—1884, 1893—1899). В 1881 году получил аттестат 1-го разряда от Придворной певческой капеллы.
Умер 10 (23) ноября 1907 года в Москве.